# Нижненемецкий язык
Нижненеме́цкий язы́к (нижненемецкие диалекты; самоназв. Nedderdüütsch, Plattdütsch, Plattdüütsch, Plattdütsk, Plattdietsch, Plautdietsch; нем. Niederdeutsch, Plattdeutsch) — язык, представляющий собой совокупность диалектов, распространённых преимущественно на севере Германии и северо-востоке Нидерландов, а также в Дании. Относится к западногерманской группе германской ветви индоевропейских языков. Фонетически сильно отличается от литературного немецкого языка, однако близок нидерландскому языку (последний иногда включается в его состав, в рамках нижнефранкской группы).
Язык и диалекты, которые входят в его состав, не попали под влияние второго сдвига согласных, что обусловило различное развитие верхне- и нижненемецких диалектов. Вплоть до начала XX века на нижненемецком языке существовала богатая литература, он активно использовался в быту. Будучи официальным языком Ганзы и Кальмарской унии (а после её распада — Швеции и датско-норвежской унии до середины XVIII века), сильно повлиял на материковые литературные скандинавские языки. В этот период происходило развитие языковой истории среднего нижненемецкого (примерно 1200—1600) и распространение любекского диалекта ввиду того, что Любек был главным городом Ганзы. Термин «средний нижненемецкий» означает не только письменность, но и многие диалекты того времени (которые, однако, трудно восстановить сегодня). Средне-нижненемецкая письменность сохранилась в большом числе письменных документов, книг и записей. После распада Ганзы дальнейшее использование стало преимущественно устным. Уже с XVI века роль общенационального языка постепенно переходит к (верхне)немецкому языку, в связи с чем нижненемецкий начинает вытесняться. Индустриализация и урбанизация Германии в конце XIX века привела к началу активного упадка нижненемецкого языка. В настоящее время является родным языком для меньшинства населения Северной Германии, в основном пожилого сельского населения. Его судьба сильно схожа с судьбой окситанского языка во Франции.
В настоящее время литературный язык (не имеющий большого распространения) развивается по отдельности в Германии и Нидерландах.
Являлся родным языком археолога Генриха Шлимана.

## Немецко-платский диалект
Немецко-платский диалект Plautdietsch (нижне-прусский вариант восточного нижненемецкого языка) используется во многих странах мира (потомками немецких эмигрантов) — прежде всего в Латинской Америке: в Парагвае, Мексике, Белизе, Боливии, Бразилии. Также распространен в Казахстане.

## Фонология
По сравнению с немецким литературным языком в нижненемецком отсутствуют гласные /ɛː, yː, œ, øː/, во многих диалектах также /ʏ/. Дифтонгов обычно три: /ɔɪ, ɔʊ, yə/, а также дифтонгические сочетания с вокализованным r: iɐ, eɐ, oɐ, uɐ и др.
В консонантизме нет аффрикат, увулярного R, в большинстве диалектов — палатального ç (ich-laut), имеется фрикативная /ɣ/, в меннонитском диалекте — полный палатальный ряд /c, ɟ, ç j, ɲ/.
Исторически основным отличием от верхнемецкого ареала (собственно немецкого языка) является отсутствие верхненемецкого передвижения согласных: Tied «время» — нем. Zeit, eten «есть» — нем. essen, slapen «спать» — нем. schlafen, maken «делать» — нем. machen.
Также характерны:
- сохранение старых германских ē, ō (Bräf «письмо» — нем. Brief),
- монофтонгизация дифтонгов ai, au во всех позициях (Bom «дерево» — нем. Baum),
- сохранение узких долгих гласных (Huus «дом» — нем. Haus, Is «лёд» — нем. Eis, Lüüd 'люди' — нем. Leute),
- выпадение носовых перед спирантами с удлинением гласного (fif «пять» — ср. англ. five и нем. fünf).